# Nollendorfkiez

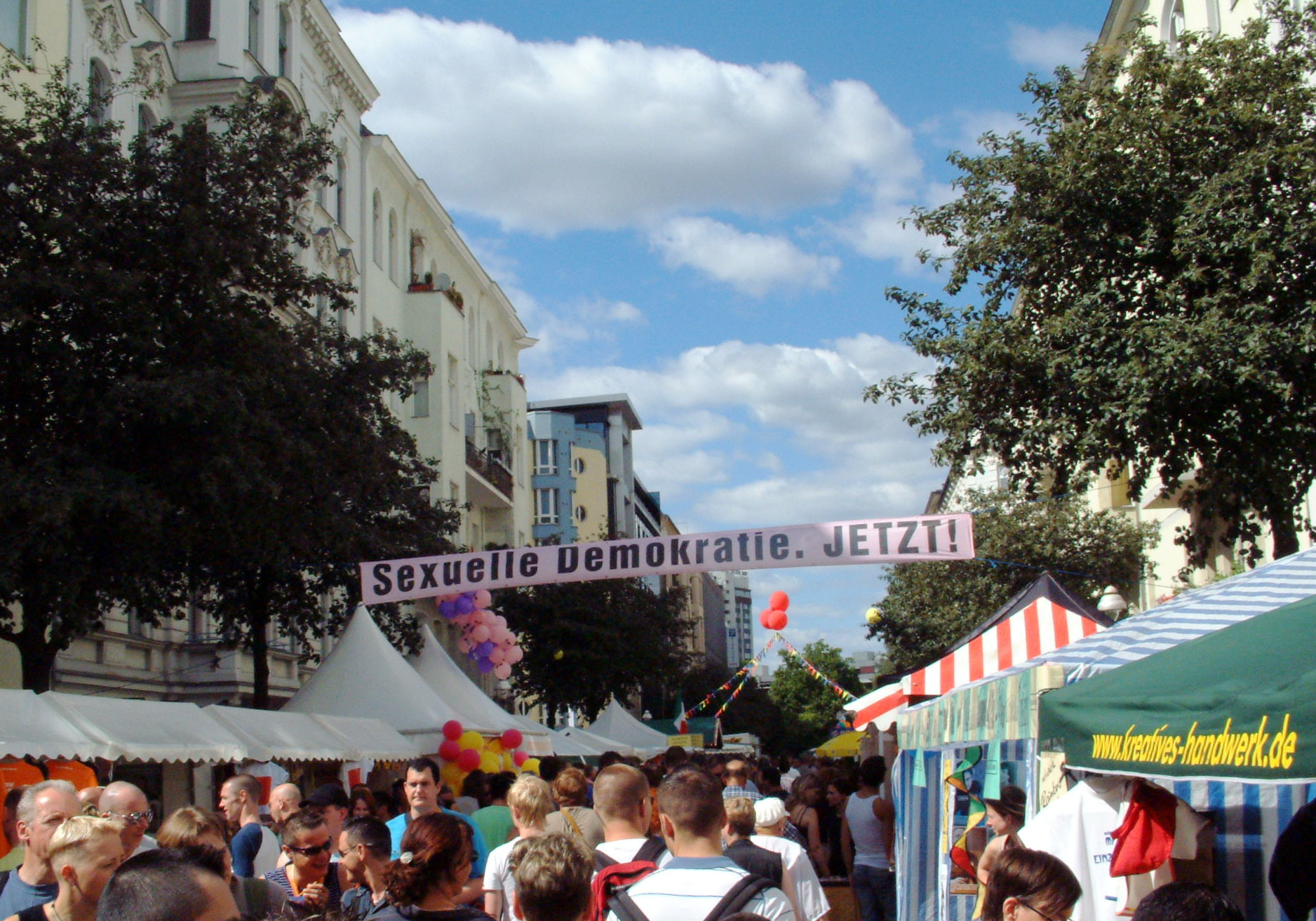
Lesbisch-schwules-Stadtfest im Nollendorfkiez

Der Nollendorfkiez (auch Fuggerkiez oder Motzstraßenkiez genannt) ist eine Wohnlage im Berliner Ortsteil Schöneberg im Bezirk Tempelhof-Schöneberg. Die Bezeichnung des Nollendorfkiezes stellt keine Verwaltungseinheit dar und hat somit keine fest definierten Grenzen. Im Allgemeinen umfasst der Kiez das Gebiet vom namensgebenden Nollendorfplatz mit der davon abgehenden Motzstraße bis zum Viktoria-Luise-Platz und den abgehenden Stichstraßen und nahen Seitenstraßen bis zur Kleiststraße im Norden und der Hohenstaufenstraße im Süden.
Die Gegend verfügt über einen hohen Anteil historischer Bausubstanz aus der Zeit vor dem Ersten Weltkrieg. Aufgrund der Nähe zum Neuen Westen und dem Generalszug, sind die Bauten größtenteils für gehobenes Wohnen angelegt worden, mit großen Etagenwohnungen und repräsentativen Treppenhäusern.

## Geschichte

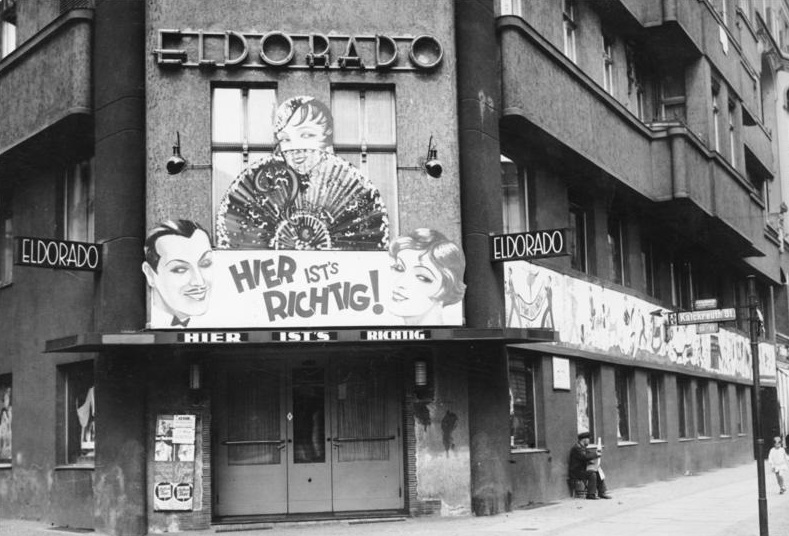
Eldorado, 1932

Spätestens seit den 1920er Jahren konnte sich hier ein Lesben- und Schwulenviertel etablieren, eine Stadtteilgegend mit einer Infrastruktur speziell für queere Menschen. In den 1920er Jahren reichte diese Szene räumlich deutlich über das heutige Viertel hinaus vom Dennewitzplatz über die Bülowstrasse bis zur Augsburger Straße. Bedeutende Adressen waren das Eldorado, der Nationalhof, der Toppkeller, das Dorian Gray, das Kleist-Kasino sowie die Hohenzollern-Diele und das Mali und Igel. Ein frühes literarisches Zeugnis dieser Zeit, ist der autobiografische Roman Goodbye To Berlin von Christopher Isherwood, der von 1929 bis 1933 in der Nollendorfstraße 17 lebte und arbeitete, bis er sich gezwungen sah, in Folge der „Machtergreifung“ Hitlers Berlin zu verlassen. Der Roman diente unter anderem als Vorlage für den Film Cabaret.

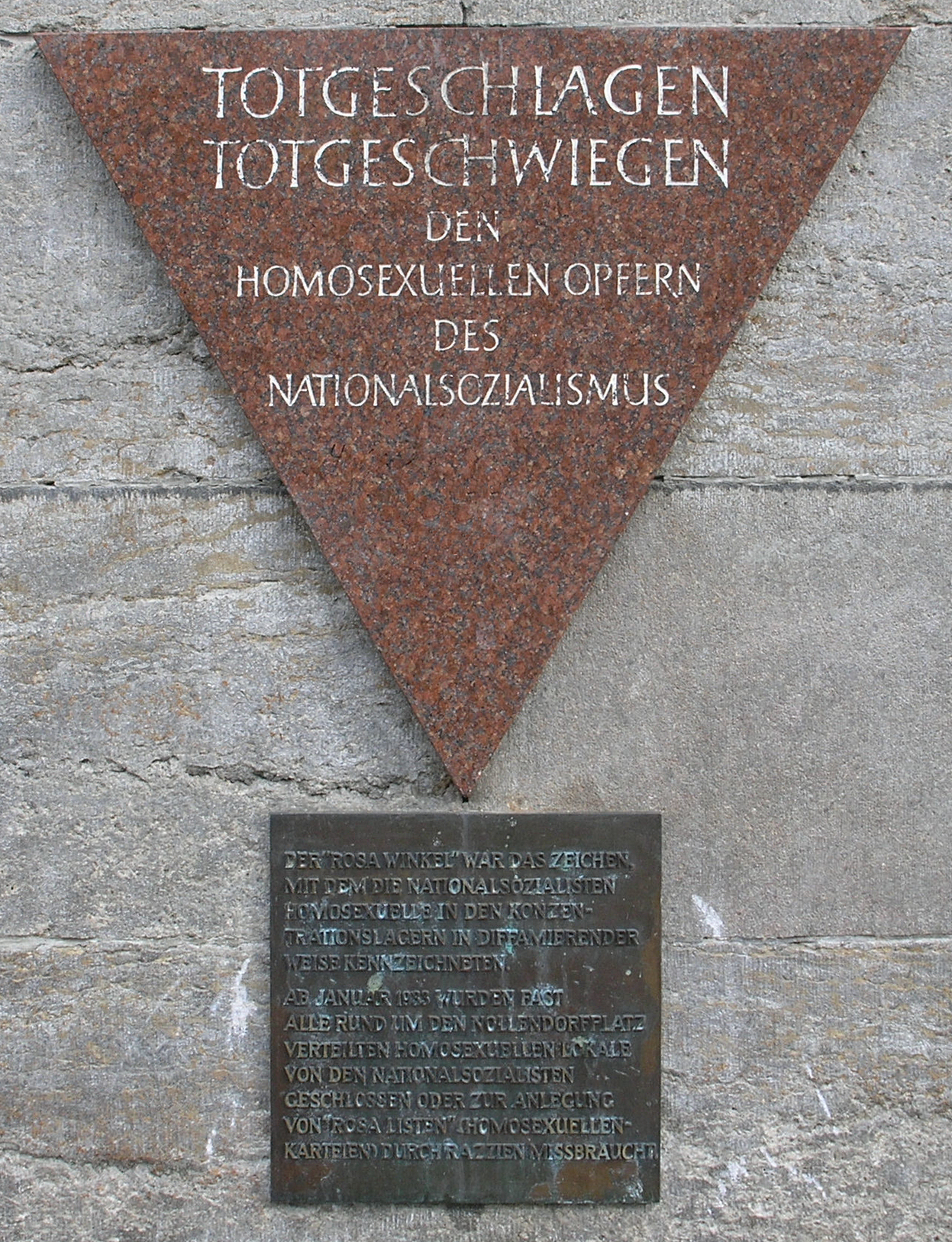
Gedenktafel am Nollendorfplatz

An die Verfolgung und Ermordung Homosexueller während der Nazi-Diktatur erinnert eine Gedenktafel am Zugang zum U-Bahnhof Nollendorfplatz.
Der Zweite Weltkrieg und das Nazi-Regime beendeten eine queere Sichtbarkeit im Nollendorfkiez. Nach dem Zweiten Weltkrieg waren, wie seit der Bebauung Nord-Schönebergs im 19. Jahrhundert, Teile der Gegend von Armut, und Rotlicht geprägt. Einige Lokale des Viertels, wie beispielsweise der Nationalhof (als Walterchens Ballhaus) oder das Kleist-Kasino, richteten sich in dieser Zeit auch an ein nicht-heterosexuelles Publikum. Ab 1970er Jahre entstanden in der Gegend West-Berlins zwischen Wittenbergplatz, und S-Bahnhof Yorckstraße sehr viele bis heute wichtige Organisationen, und Institutionen der Lesben- und Schwulenbewegung und der LGBTIQ+ Community. Heute versteht sich, und vermarktet sich speziell die Gegend um die Motzstraße nahe dem Nollendorfplatz, und um die Fuggerstraße als LGBT- oder „Regenbogenkiez“. Beispielsweise findet seit 1993 alljährlich das Lesbisch-schwule-Straßenfest in der Motzstraße statt. 
In den 1970er Jahren betrieb in der Nähe auch die Künstlerin Romy Haag ihren Nachtklub Chez Romy Haag. Dieser befand sich zwischen 1974 und 1983 auf zwei Etagen in der Fuggerstraße 33, an der Fuggerstraße Ecke Welserstraße. Heute befindet sich die schwule Disco Connection in den ehemaligen Räumlichkeiten des Clubs. Das Chez Romy Haag blieb über viele Jahre ein beliebter Treffpunkt für Kunstschaffende und Prominente. David Bowie war ein häufiger Gast in der Zeit, als er und Frau Haag liiert waren.
Für queere Menschen befinden sich heute zahlreiche Angebote im Kiez; Bars und Kneipen, Frühstückspensionen, Arztpraxen sowie Beratungsstellen und die Geschäftsstelle des LSVD Berlin-Brandenburg.

## Sehenswürdigkeiten

### Neues Schauspielhaus
Das Neue Schauspielhaus ist ein Theatergebäude aus dem Jahr 1906. Mit seiner üppigen Ausstattung sollte gezielt das reiche Bürgertum aus dem Neuen Westen und dem Kaiserhof aus der historischen Mitte ins Viertel am Nollendorfplatz gelockt werden. Ab 1912 wurde der Theatersaal auch als Kino genutzt und in den 1920er Jahren fanden hier zahlreiche UFA-Premieren statt. Den Zweiten Weltkrieg überstand das Gebäude weitgehend unbeschadet und wurde bis 1977 ausschließlich als Kino genutzt. Anschließend diente es als Diskothek und Veranstaltungsort mit wechselnden Betreibern, unter anderem unter dem Namen Goya. 2014 wurde es geschlossen und 2019 abermals als Metropol wiedereröffnet.

### St.-Matthias-Kirche
Die Pfarrkirche St. Matthias ist ein katholisches Kirchengebäude auf dem Winterfeldtplatz. Das Gebäude wurde 1885 als katholische Hauptkirche Schönebergs fertiggestellt, das damals noch ein Vorort von Berlin war. Im Zweiten Weltkrieg brannte die Kirche aus, wurde aber in den Folgejahren mit vereinfachter Innenausstattung und verkürztem Turm wieder hergestellt. Während der deutschen Teilung diente sie aufgrund ihrer Größe und zentralen Lage als Kathedralkirche für offizielle Gottesdienste und Begräbnisse in West-Berlin.

## Prominente Anwohner
- Clemens August Graf von Galen, von 1919 bis 1929 Pfarrer der St.-Matthias-Kirche auf dem Winterfeldplatz, wurde später als Löwe von Münster bekannt, aufgrund seines energischen Auftretens gegen die Euthanasieprogramme der Nationalsozialisten
- Christopher Isherwood, Schriftsteller, wohnte 1929–1933 in der Nollendorfstraße 17
- Otto Klemperer, Dirigent, Komponist und Opernintendant wohnte ab 1930 bis zu seiner Emigration in die USA 1933 in der Maaßenstraße 35
- Else Lasker-Schüler, Schriftstellerin und Lyrikerin, wohnte 1924–1933 in der Motzstraße 7
- Nelly Sachs, Schriftstellerin und Literaturnobelpreisträgerin, wurde in der Maaßenstraße 12 geboren
- Claire Waldoff, Kabarettistin und Schauspielerin, wohnte 1919–1933 in der Regensburger Straße 33
- Billy Wilder, Regisseur und Drehbuchautor, wohnte 1927–1928 am Viktoria-Luise-Platz 11
- Käthe Reinhardt, lesbische Aktivistin, wohnte 1935 in der Motzstraße und von 1951 bis in die 1970er Jahre in der Winterfeldtstrasse